# 世碩
世 碩（せい せき、拼音: Shì Shí、紀元前5世紀ごろ）は、中国春秋戦国時代の儒家の思想家。孟子や荀子より先に性の善悪を論じた。尊称は世子。
世碩は「性有善有悪説」すなわち「性は善悪の両方を陰陽のごとく有しており、性の養い方次第で善人にも悪人にもなる」という立場をとった。漢代の王充は『論衡』本性篇で、諸子百家から漢代までの性説の歴史を述べるにあたり、世碩のこの説を最初に述べている。
同時代の宓不斉・漆雕開・公孫尼子も同様に性を論じた、と王充は伝えている。このことから、『韓非子』に言及される儒家八派の「漆雕氏之儒」が彼らと比定されることもある。王充自身は性三品説にあたる立場をとりつつ、世碩らに賛意を示している。『孟子』告子上篇では、告子の「性無善無悪説」と並んで、世碩らの流れをくむと見られる説が、或る人の説として言及されている。
著作は、『漢志』に儒家の書として『世子』21篇の存在が記録されている。『論衡』には『養書』（『養性書』とも）1篇が言及されている。
出身地は、『論衡』では周とされるのに対し『漢志』では陳とされる。『漢志』では七十子の弟子とされる。